# 迪维萨阿莱格里
迪维萨阿莱格里是巴西米纳斯吉拉斯州的一个市镇。总面积118.477平方公里，总人口5793人，人口密度48.9人/平方公里。